# Bliźniak (film)
Bliźniak (oryg. Gemini Man) – amerykański thriller akcji z 2019, wyreżyserowany przez Anga Lee. W rolach głównych wystąpili Will Smith, Mary Elizabeth Winstead, Clive Owen i Benedict Wong.

## Opis fabuły
51-letni elitarny zabójca Henry Brogan (Will Smith), który przeszedł na emeryturę, zostaje zaatakowany niespodziewanie przez młodego mężczyznę, który okazuje się być jego klonem. Brogan zamierza się dowiedzieć, dlaczego został obrany na cel i kto stworzył klona.

## Obsada
- Will Smith jako Henry Brogan, 51-letni elitarny zabójca, pracujący dla DIA.
  - Aktor zagrał również rolę Jacksona Brogana (Junior), klona Henry’ego[8]. Smith został „odmłodzony cyfrowo” poprzez użycie przechwytywania ruchu i obrazu generowanego komputerowo[9].
- Mary Elizabeth Winstead jako Danielle „Danny” Zakarewski, weteranka marynarki wojennej United States Navy i agentka DIA OIG. Pomaga Broganowi po tym, jak uratował ją przed zamachem. Początkowo Tatiana Maslany i Elizabeth Debicki starały się o rolę Zakarewskiej, jednak ostatecznie dostała ją Winstead[10][11].
- Clive Owen jako Clayton „Clay” Varris, bezwzględny szef GEMINI i były żołnierz United States Marine Corps Force Reconnaissance, który stworzył Jacksona w celu zajęcia miejsca Henry’ego.
- Benedict Wong jako Baron, były przyjaciel Henry’ego i wykwalifikowany pilot, pracujący jako touroperator.

W filmie ponadto wystąpili: Ralph Brown jako Del Patterson, opiekun Henry’ego w DIA; Linda Emond jako Janet Lassiter, dyrektorka DIA; Douglas Hodge jako Jack Willis, były przyjaciel Henry’ego; Ilia Volok jako Yuri Kovács, rosyjski agent; E. J. Bonilla jako Marino, agent DIA, który został zabity za związek z Henrym; Igor Szász jako Dr. Valery Dormov, jeden z lekarzy, którzy stworzyli klona Henry’ego; Björn Freiberg jako Keller, agent GEMINI oraz Justin James Boykin jako Connor.

## Produkcja
Pomysł na stworzenie filmu miał miejsce po raz pierwszy w 1997. Produkcja filmu była przekładana notorycznie, natomiast podczas jej trwania rozważano kandydatury filmowców, w tym Tony'ego Scotta, Curtisa Hansona i Joe Carnahana. Mimo to, ciągle przekładano produkcję przez ograniczającą reżyserów technologię. Pierwsze prace nad filmem rozpoczęto dopiero w 2016.
Główne zdjęcia do filmu rozpoczęły się 27 lutego 2018 w Glennville i zawartych lokalizacjach w Cartagena. W maju 2018 zdjęcia zostały kontynuowane w Termach Széchenyiego w Budapeszcie. Film był kręcony również w Savannah, Pembroke w zatoce Buttermilk Sound i Liège.
Podobnie jak poprzedni film wyreżyserowany przez Anga Lee – Najdłuższy marsz Billy’ego Lynna, film Bliźniak był kręcony cyfrowo z wysoką szybkością klatek wynoszącą 120 kl./s, zmodyfikowaną pod kątem 3D, na zmodyfikowanych kamerach ARRI Alexa, które były zamontowane na platformach STEREOTEC 3D.

## Wydanie
Światowa premiera filmu odbyła się 25 września 2019. Polska premiera miała miejsce 25 października 2019.
Film został wydany na Ultra HD Blu-ray, Blu-ray i DVD z dniem 14 stycznia 2020.

## Odbiór

### Box office
Budżet filmu szacowany jest na 138 mln USD. W USA i Kanadzie Gemini Man zarobił 48,5 mln dolarów, a 124,6 mln dolarów poza USA, co daje łącznie ponad 173 mln dolarów na całym świecie. Było to złym wynikiem finansowym - Deadline Hollywood oszacowało straty na 111,1 mln dolarów, biorąc pod uwagę wszystkie wydatki i przychody.
W USA i Kanadzie film został wydany wraz z Rodziną Addamsów i Jexi, początkowo przewidywano, że zarobi on 24–29 mln dolarów w ponad 3 tys. kinach w weekend otwarcia. Film zarobił 7,5 mln dolarów w ciągu pierwszego dnia, w tym 1,6 mln z czwartkowych wieczornych podglądów. Zajął wówczas 3. pozycję w kasie. Podczas drugiego weekendu film spadł na 5. pozycję.

### Krytyka
Film spotkał się z negatywną reakcją krytyków za scenariusz i fabułę. W agregatorze recenzji Rotten Tomatoes 26% z 315 recenzji uznano za pozytywne, a średnia ocen wystawiona na ich podstawie wynosiła 4,7 na 10. Z kolei w agregatorze Metacritic średnia ważona ocen z recenzji 49 krytyków wyniosła 38 punktów na 100.
Film został skrytykowany za nierealistyczny determinizm genetyczny i brak wyraźnej różnicy pomiędzy klonowaniem normalnym a klonowaniem w połączeniu z inżynierią genetyczną.